# Upplands runinskrifter 909
Upplands runinskrifter 909 är en vikingatida runsten som stått i Finnsta, Vänge socken och Uppsala kommun. Stenen flyttades till Uppsala, vid Gamla torget. Stenen var försvunnen i mer än 250 år, men fyra fragment, varav ett utan ristning, återfanns 1990, tre har sammanfogats.

## Historia
Stenen flyttades från Vänge till Uppsala någon gång före 1626 och ställdes utanför Theatrum Oeconomicum vid Gamla Torget. Runstenen försvann någon gång på 1730-talet. 1990 brann Theatrum Oeconomicum ned och i restaureringsarbetet återfanns fyra runstensfragment i en trappa. De förvaras idag på Upplandsmuseet.
Erik Brate ansåg att stenen ristats av Grim skald som signerat till exempel U 916. Korsets form, den otympliga ornamentiken och vissa ord- och runval talar främst för att Grim skald är den som ristat denna sten.

## Inskriften
Translitterering av runraden:
[ikulfastr : lit iʀasa sta]in : aft hulbi(o)r[:n ouk þaiʀ a · libi · kuþ kiʀi miskun]
Normalisering till runsvenska:
Igulfastr let ræisa stæin aft Holmbiorn ok þæiʀ a libi Guð gæri miskunn.
Översättning till nusvenska:
Igulfast lät resa stenen efter Holm björn, och de ... Gud göre miskund.